# Sweet As
Sweet As s una pel·lícula dramàtica australiana de 2022 dirigida per Jub Clerc, protagonitzada per Shantae Barnes-Cowan i Mark Coles Smith.

## Sinopsi
La Murra, una noia aborigen australiana d'una família amb problemes, descobreix la passió per la fotografia mentre participa en un retir juvenil.

## Repartiment
- Shantae Barnes-Cowan com a Murra
- Mark Coles Smith com a Ian, l'oncle de Murra
- Ngaire Pigram com a Grace, la mare de Murra
- Tasma Walton com a Mitch, líder del grup
- Carlos Sanson, Jr. com a Fernando, fotògraf que ensenya el grup
- Pedrea Jackson com a Elvis
- Mikayla Levy com a Kylie
- Andrew Wallace com a Sean
- Mark Cometti com a Simmo

## Producció
Sweet As va ser dirigida per Jub Clerc. Va ser escrita per Clerc i Steve Rodgers i produïda per Liz Kearney.
És el primer llargmetratge d'Austràlia Occidental dirigit per un aborigen australià, i la pel·lícula es va rodar a la regió de Pilbara a Austràlia Occidental.
Screen Australia va proporcionar una inversió de finançament important, amb finançament addicional procedent de Screenwest i Lotterywest, i el suport del Fons Regional de Cinema d'Austràlia Occidental, del Festival Internacional de Cinema de Melbourne Premiere Fund i Film Victoria.

## Projeccions d'estrena i festivals
La pel·lícula es va estrenar el 13 d'agost de 2022 al Festival Internacional de Cinema de Melbourne, i es va estrenar internacionalment al Festival Internacional de Cinema de Toronto al setembre de 2022.
Projecció al 73è Festival Internacional de Cinema de Berlín el febrer de 2023, la pel·lícula es va emportar a casa l'Ós de Cristall. El març de 2023 es va projectar al Festival de Cinema de Birrarangga a Melbourne.
Els drets de distribució d'Austràlia i Nova Zelanda van ser adquirits per Roadshow Films, i Sweet As es va estrenar als cinemes australians a partir de l'1 de juny de 2023. Posteriorment es va posar a disposició dels serveis de transmissió Binge, Foxtel i Amazon Prime Video.
La pel·lícula va ser seleccionada a la secció "El millor cinema australià contemporani" al 29è Festival Internacional de Cinema de Calcuta celebrat del 5 de desembre al 12 de desembre de 2023.

## Premis i nominacions
- 2022: Guanyador, Premi a la Innovació, Festival Internacional de Cinema de Melbourne, per Sweet As[4]
- 2022: Guanyador, Premi NETPAC a la millor pel·lícula de la regió Àsia/Pacífic, Festival Internacional de Cinema de Torontol, per  Sweet As[5]
- 2022: Nominada, Asia Pacific Screen Award a la millor pel·lícula juvenil, per Sweet As[12][13]
- 2023: Guanyador, Ós de Cristall a la secció Generation Kplus, 73è Festival Internacional de Cinema de Berlín, per Sweet As[6][7]
- 2023: Nominada, Millor direcció en un llargmetratge debut als Premis ADG, per Sweet As[14]
- 2024: Nominada, Premi AACTA a la Millor Direcció als 13ns Premis AACTA, per Sweet As[15]